# جلكى نهرية درنية
جلكى نهرية درنية (الاسم العلمي: Eudontomyzon stankokaramani) هي نوع من الحيوانات المائية يتبع جنس جلكى مسننة من فصيلة الجلكية.